# 레오노레 프로하스카 (베토벤)

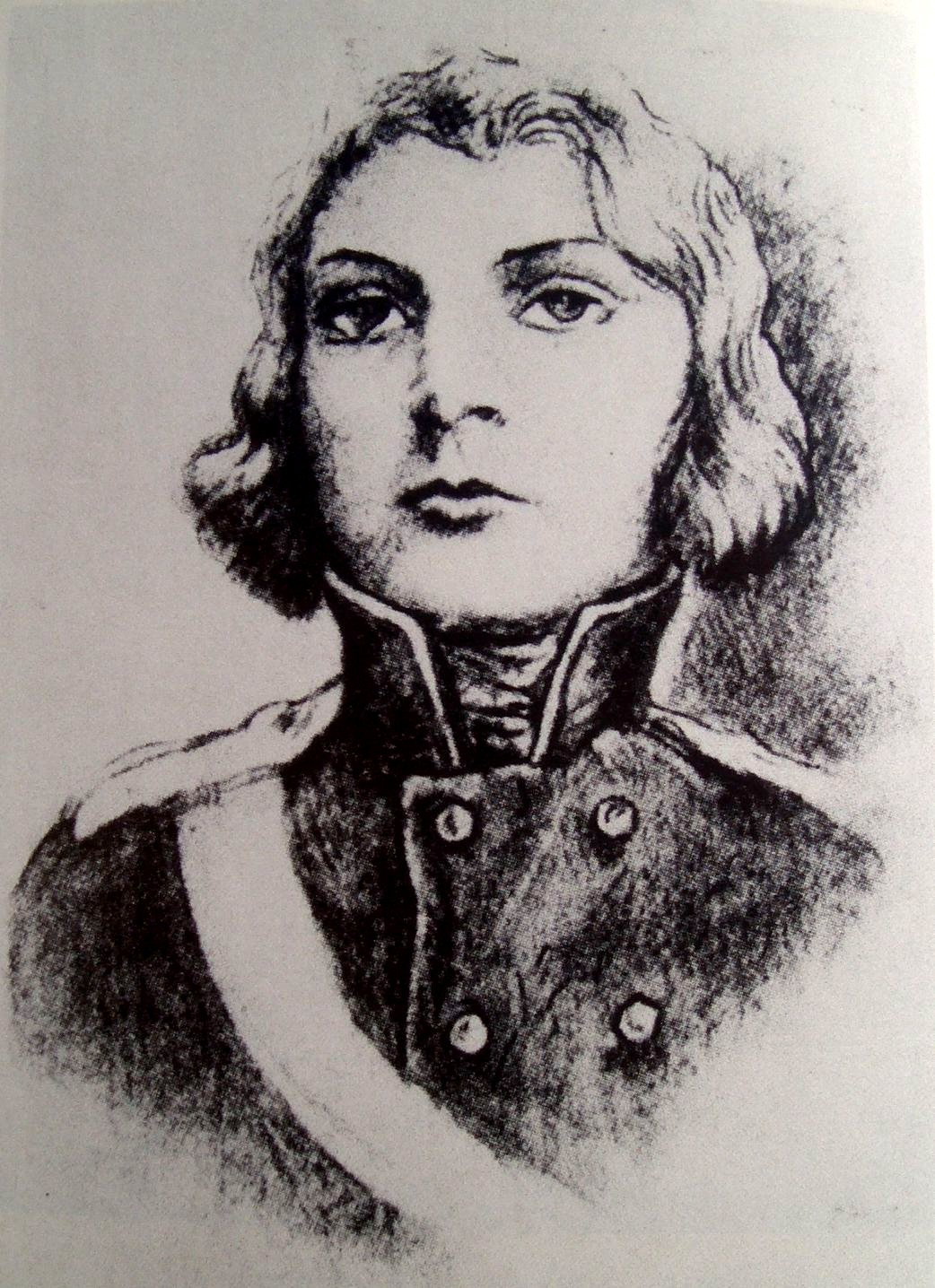
레오노레 프로하스카의 초상화 (19세기)

《레오노레 프로하스카(Leonore Prohaska), WoO 96》는 1815년에 루트비히 반 베토벤에 의해 쓰인 부수 음악이다.           

## 개요
프리드리히 레오폴드 둥커(1842년 사망)에 대해서는 알려진 바가 거의 없다. 그는 프로이센의 각료였으며, 빈 회의에 프리드리히 빌헬름 3세의 수행원으로 참석하였다. 나폴레옹에 대한 유럽의 승리를 둘러싼 국가적 행복감 동안, 둥커는 포츠담의 소녀 레오노레 프로하스카에 대한 비극을 썼다.
남장을 한 프로하스카는 뤼초프 엽병과 함께 나폴레옹에 대항한 해방 전쟁에 참전했다. 그녀는 괴르데 전투에서 부상을 입었고 1813년 10월 5일 사망했다(당시 그녀는 순결한 여주인공이자 "포츠담의 잔다르크"로 추모되었다).
의심할 여지 없이 비극의 주제는 시대의 분위기를 반영하고 있다. 그러나 둥커는 애국적인 내용을 담은 공연과 연극 작품이 매우 인기가 많았음에도 불구하고, 의회 개최 당시 빈에서조차 자신의 연극을 공연하는 데 성공하지 못했다. (같은 주제에 관한 또 다른 연극이 이미 큰 성공을 거두었기 때문에 이 계획도 확실히 실패했다.)
베토벤은 1814년에 그의 성공의 절정에 있었다. 더 나은 판매를 기대하며, 둥커는 작곡가에게 그의 연극을 위한 부수 음악을 써달라고 요청했고, 베토벤은 기꺼이(결국, 그는 이미 비슷한 작품과 행사를 위한 작품들을 작곡했다) 은혜를 베풀었다. 하지만 둥커는 여전히 운이 없었다.  베토벤이 기여한 네 개의 숫자에도 불구하고, 그 연극은 공연되거나 인쇄되지 않았다. 둥커는 베를린으로 떠나면서 악보를 챙겼지만, 그곳에서 더 나은 성적을 거두지 못했다.

## 악기 편성
- 소프라노, 남성 합창(TTBB), 음성
- 플루트 2개, 클라리넷 2개, 바순 2개, 호른 4개, 팀파니, 하프, 글라스 하모니카, 현악기

## 구성
이 작품은 모두 4개의 섹션으로 구성되어 있다. 총 연주 소요시간은 12분 정도이다.
검열은 연극을 침묵시켰지만, 베토벤이 그것을 위해 네 개의 곡을 작곡하기 전까지는 아니었다.  힘찬 "전사의 합창", 소프라노와 하프를 위한 꽤 아름다운 "로망스", 낭송과 유리 하모니카(한때 말 그대로 미치게 한다고 믿었던 악기)의 광란의 조합을 위한 "멜로드라마"가 있다.
마지막 섹션은 "장례행진"이다. 극작가의 요청으로 베토벤의 《피아노 소나타 12번》의 느린 악장을 조옮긴 한 것으로, "영웅의 죽음에 대한 장례식 행진"이라는 부제가 붙여졌다. 내림가단조에서 나단조로 조옮김된 이것은, 거의 음표 오케스트레이션을 위한 음표이며, 음울하게 진행되는 화음에 깊숙이 묻혀 있는 대위법적 선율을 이끌어내는 베토벤의 예술이 매혹적이다.
1. 전사의 합창(Krieger-Chor) "'우리는 공헌하고 죽는다'" (G minor)
2. 로망스(Romanze) "내 정원에 꽃이 핀다" (G major)
3. 멜로드라마(Melodram) "네가 상처받은 자" (D major)
4. 장례행진(Trauermarsch) (B minor)